# Leycesteria stipulata
Leycesteria stipulata là một loài thực vật có hoa trong họ Kim ngân. Loài này được (Hook. f. & Thomson) Fritsch mô tả khoa học đầu tiên năm 1891.